# Gesta Normannorum Ducum
Gesta Normannorum Ducum (Atos dos Duques Normandos) é uma crônica originalmente criada pelo monge Guilherme de Jumièges pouco antes de 1060. Em 1070 o rei Guilherme, o Conquistador, tinha Guilherme de Jumièges ampliando o trabalho para detalhar seus direitos ao trono da Inglaterra. Em tempos posteriores, Orderico Vital (m. c. 1142) e Roberto de Torigni (m. 1186), estendeu os volumes a serem incluídos história até Henrique I.
O Gesta Normannorum Ducum de Guilherme de Jumièges tornou-se a principal obra de escrita histórica normanda, um dos muitos escritos para glorificar a conquista normanda da Inglaterra. Mas ao contrário da maioria este provavelmente começou no final dos anos 1050 como uma continuação do De moribus, de Dudo. O monge Guilherme retornou a sua escrita depois da conquista, muito provavelmente, a pedido do rei Guilherme. A versão final da sua história foi escrita em seu mosteiro em Jumièges c. 1070–1071. Durante o século XII houve interpolações e adições, primeiro por Orderico Vital, então por Roberto de Torigni, que acrescentou um livro inteiro sobre Henrique I de Inglaterra. Durante o período medieval seu trabalho foi amplamente divulgado e lido, era um trabalho essencial na maioria dos mosteiros e era a fonte básica em que se basearam as histórias de Wace e Benoît de Sainte-Maure. O Gesta Normannorum Ducum de Guilherme sobrevive hoje em quarenta e sete manuscritos.
Jules Lair empreendeu uma tradução moderna, mas o trabalho final foi interrompido por sua morte. O trabalho foi concluído por M. Jean Marx, um estudioso francês que publicou sua tradução em 1914. A versão original tinha terminado com a redução do norte com o Conquistador em 1070, mas uma passagem mencionando Roberto Curthose como duque parece ser uma revisão de algum período depois de 1087. No entanto, não havia nenhuma evidência de que Guilherme fez uma continuação após 1070. Este texto apresenta uma diferença de escrita do autor e assim parece ser de origem desconhecida, mas foi incluído por Marx em sua tradução, assumindo que era do autor original. As traduções mais recentes foram editadas e traduzidas por Elisabeth M. C. van Houts e foram publicadas em dois volumes, volume I, em 1992, e o volume II em 1995, ambos pela Clarendon Press, Oxford.